# Bazus
Bazus (okzitanisch: Basús) ist eine französische Gemeinde mit 600 Einwohnern (Stand: 1. Januar 2022) im Département Haute-Garonne in der Region Okzitanien (vor 2016: Midi-Pyrénées). Sie gehört zum Arrondissement Toulouse und zum Kanton Pechbonnieu. Die Einwohner werden Bazusien(ne)s genannt.

## Geographie
Bazus liegt etwa 15 Kilometer nordnordöstlich von Toulouse. Der Girou begrenzt die Gemeinde im Südwesten. Umgeben wird Bazus von den Nachbargemeinden Montjoire im Norden, Paulhac im Nordosten und Osten, Garidech im Südosten, Castelmaurou und Lapeyrouse-Fossat im Süden, Montberon im Südwesten sowie Villariès im Westen und Nordwesten.

## Geschichte
Der Ort unterstand bis zur Revolution den Grundherren in Montastruc-la-Conseillère.
Im Jahr 1790 wurde die Gemeinde Bazus gebildet.

### Bevölkerungsentwicklung
| Jahr                       | 1962 | 1968 | 1975 | 1982 | 1990 | 1999 | 2006 | 2013 | 2020 |
| Einwohner                  | 262  | 252  | 289  | 372  | 437  | 532  | 575  | 575  | 592  |
| Quellen: Cassini und INSEE |      |      |      |      |      |      |      |      |      |

## Sehenswürdigkeiten
- Kirche Saint-Pierre in Bazus aus dem 15. Jahrhundert, Umbauten aus dem 18. Jahrhundert, Monument historique seit 1978

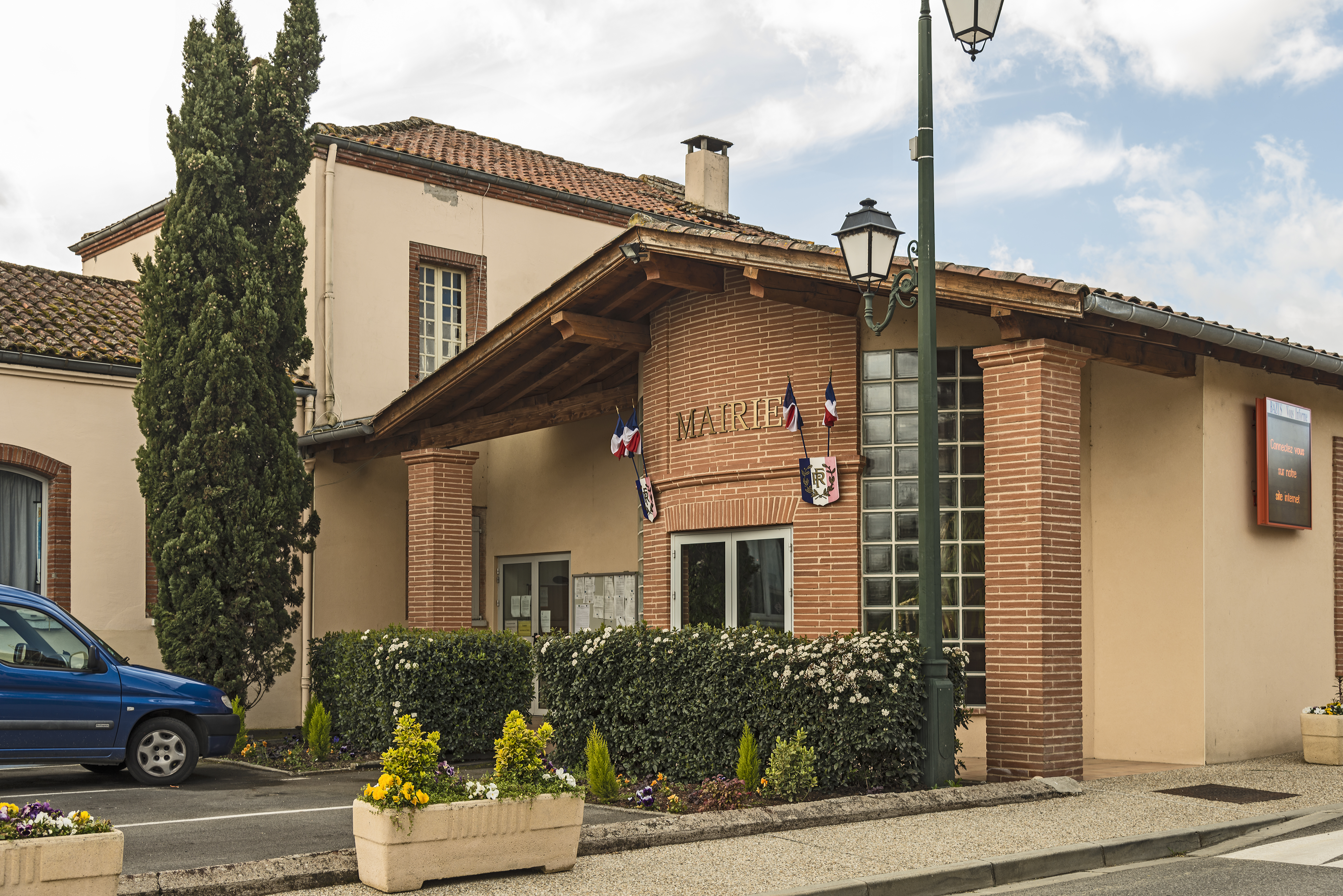
Rathaus
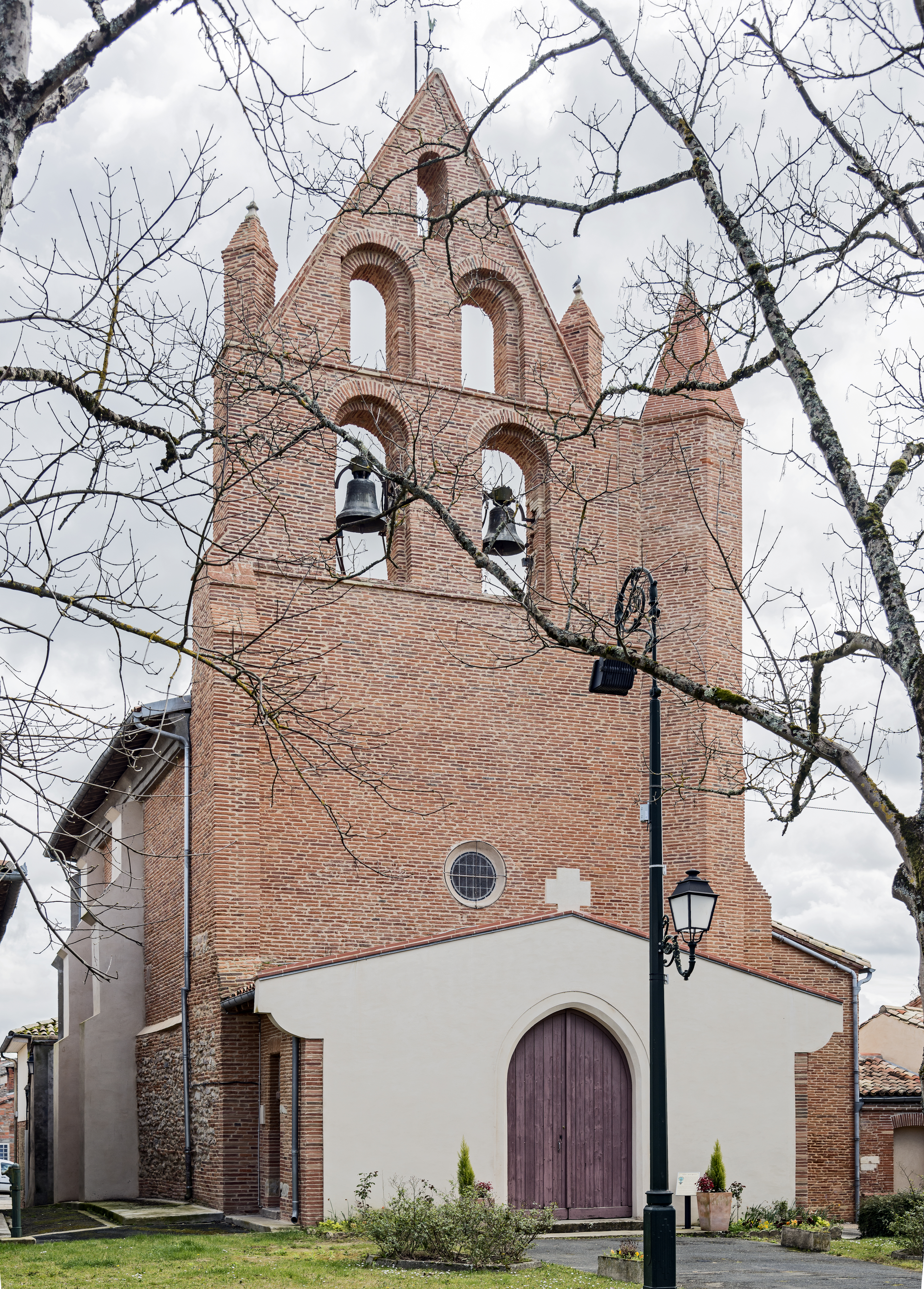
Kirche Saint-Pierre
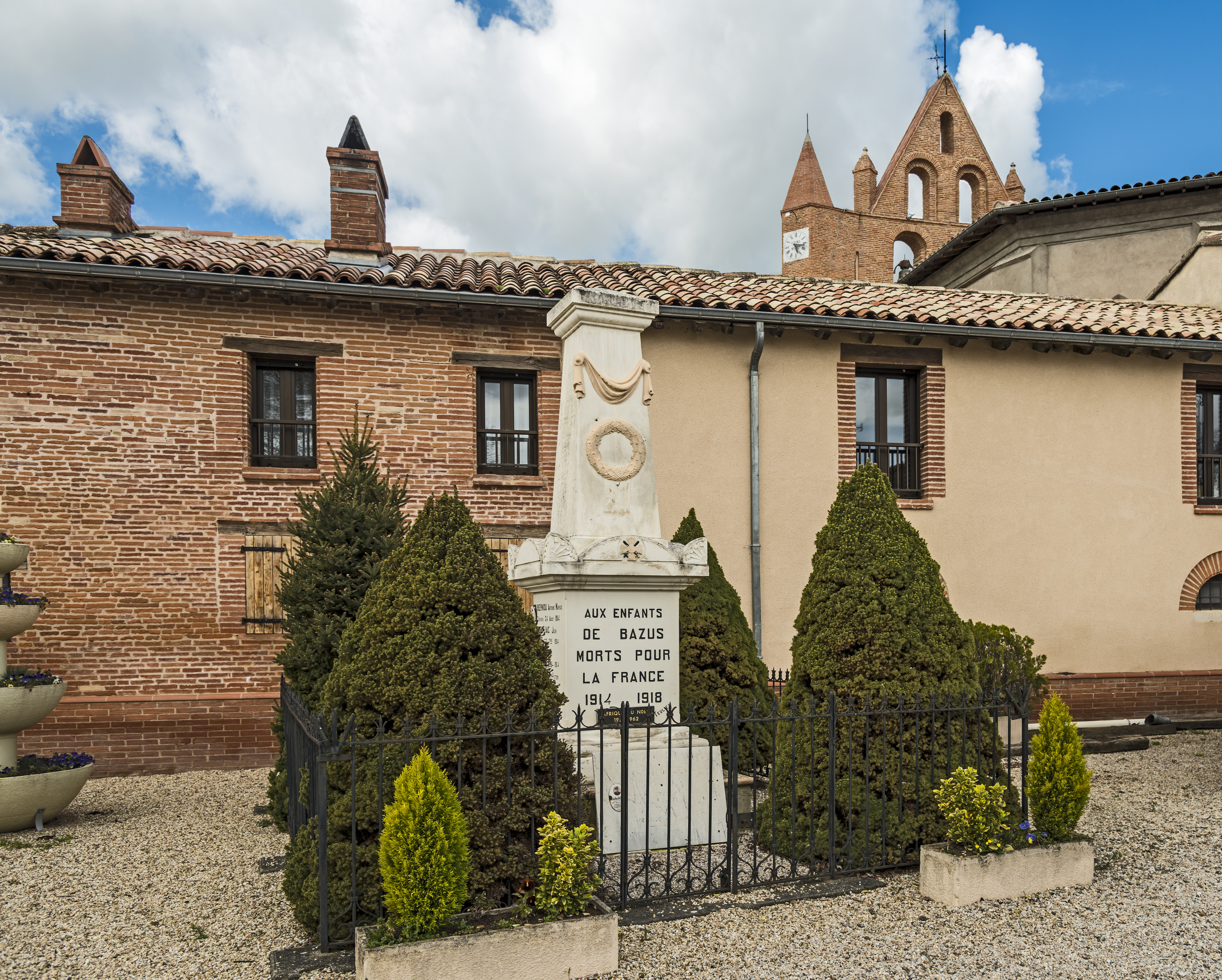
Kriegerdenkmal
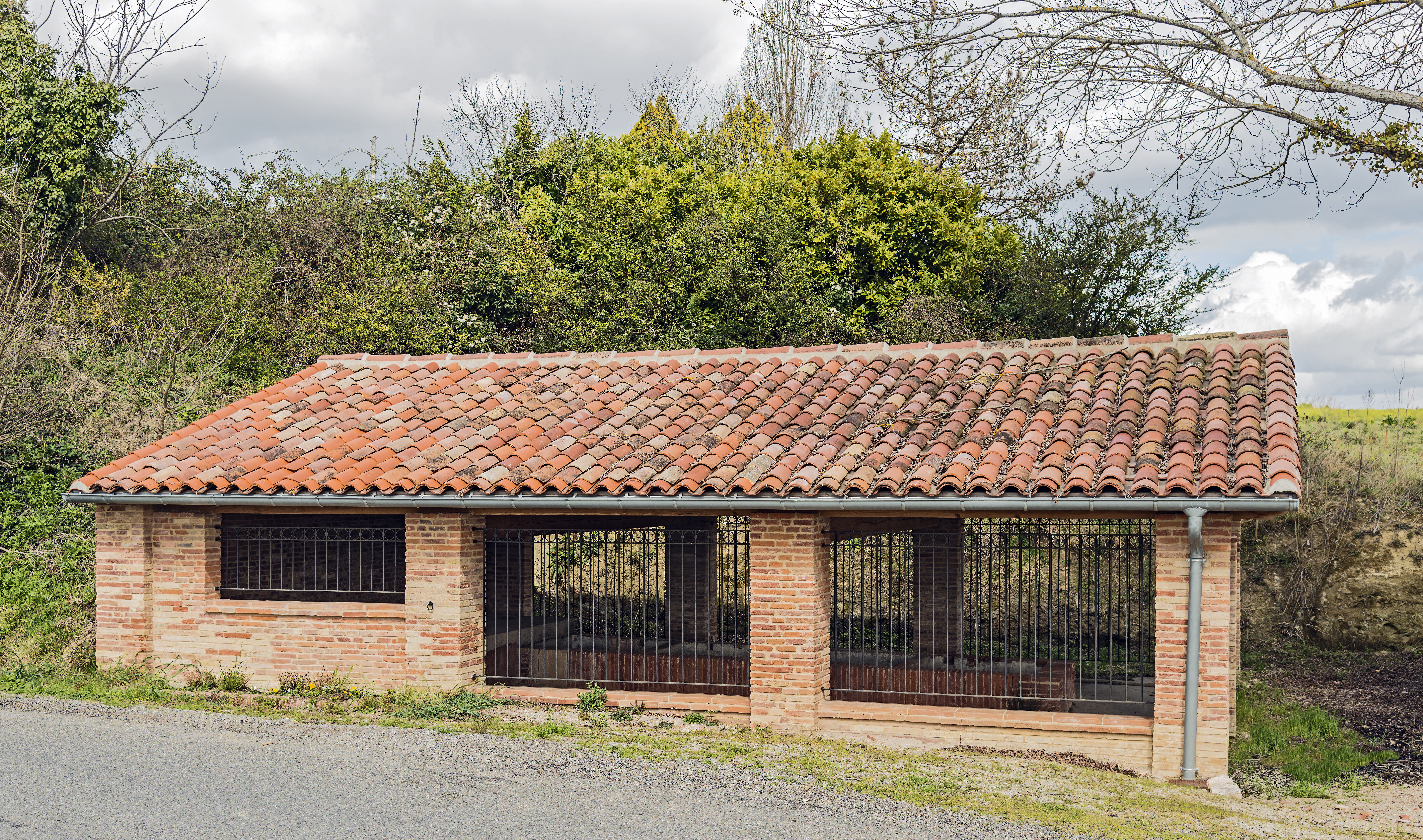
Waschhaus